# Karl Philipp Joseph von Münster
Karl Philipp Joseph von Münster, auch  Karl Philipp Jonas Joseph von Münster oder Karl Philipp Ignatz Josef von Münster (* 19. Juli 1747; † 1809), war ein preußischer Oberst und Chef einer Freiformation im Bayerischen Erbfolgekrieg.

## Leben

### Herkunft
Karl Philipp Joseph entstammte dem fränkischen Adelsgeschlecht der Freiherren von Münster. Seine Eltern waren der Erbherr zu Euerbach und Burg Lauer, Nieder Wehrn und Pfändhausen, sowie fuldaischer Geheimer Rat und Konferenzminister Johann Philipp Otto Carl Freiherr von Münster (* 1719) und Maria Adelheit Schütz von Holtzhausen.

### Werdegang
Münster war zunächst Domherr zu Würzburg, hatte als solcher am 10. Juli 1773 resigniert und war dann Bamberger Kammerherr, Geheimer Rat sowie Oberamtmann zu Forchheim. Letztere Stellung hat er möglicherweise durchgängig von 1774 bis 1803 innegehabt. In dieser Zeit bzw. wenigstens im Jahr 1792 hat er auch die väterlichen Erbgüter besessen.
Er trat dann 1776 im Rang eines Obersts in preußische Dienste und warb zu Ausbruch des Bayerischen Erbfolgekrieges in Soest ein Freiregiment. Mit diesem schloss er sich in der preußischen Armee in Schlesien an. Während des Krieges fand er mit seinem Regiment zu Vorposten Verwendung. Nach dem Friedensschluss wurde sein Regiment reduziert und Münster zog sich auf seine Güter Lisberg, Neuhaus und Zettmannsdorf zurück.
Es ist ein Porträt von Carl Philipp Freiherr von Münster erhalten.

### Familie
Münster vermählte sich 1783 mit Sofie Freiin von Stein zu Nordheim. Aus der Ehe ging wenigstens der Sohn, der sächsische Kammerherr und Major à la suite, Dietrich Christian Wilhelm Freiherr von Münster (1798–1866) hervor.